# Досейкина, Екатерина Александровна
Екатери́на Алекса́ндровна Досе́йкина (род. 30 марта 1990, Рязань) — российская легкоатлетка, специалистка по стипльчезу. В 2015 году выиграла бронзовую медаль чемпионата России в беге на 3000 метров с препятствиями и в составе российской национальной сборной выступила на чемпионате мира в Пекине, однако позже была дисквалифицирована за нарушение антидопинговых правил, и её результаты аннулировали. Представляла Рязанскую область и Москву. Мастер спорта России международного класса.

## Биография
Екатерина Досейкина родилась 30 марта 1990 года в Рязани.
Занималась бегом в рязанской Специализированной детско-юношеской спортивной школе олимпийского резерва «Олимпиец» под руководством тренера Евгения Павловича Грачёва.
В 2013 году на чемпионате России в Москве заняла пятое место в беге на 3000 метров с препятствиями.
В 2014 году отметилась победой на командном чемпионате России в беге на 3000 метров с препятствиями и стала серебряной призёркой командного чемпионата Европы.
Наивысшего успеха в своей спортивной карьере добилась в сезоне 2015 года, когда в беге на 3000 метров с препятствиями выиграла Мемориал братьев Знаменских в Жуковском и стала бронзовой призёркой на чемпионате России в Чебоксарах, уступив на финише только Наталье Аристарховой и Людмиле Лебедевой. По итогам национального первенства прошла отбор в основной состав российской национальной сборной и удостоилась права защищать честь страны на чемпионате мира в Пекине — в программе женского стипльчеза показала результат 10:13,26, не сумев преодолеть предварительный квалификационный этап.
За выдающиеся спортивные достижения была удостоена почётного звания «Мастер спорта России международного класса» по лёгкой атлетике.
2 августа 2017 года Всероссийская федерация лёгкой атлетики сообщила о дисквалификации бегуньи Досейкиной. На основании данных биологического паспорта был сделан вывод о применении спортсменкой допинга. Её результаты с 5 августа 2015 года были аннулированы, в том числе третье место на чемпионате России 2015 года в беге на 3000 метров с препятствиями с результатом 9:45,17. Также её отстранили от участия в дальнейших соревнованиях сроком на четыре года.